# Puncer
Puncer je priimek več ljudi v Sloveniji, ki ga je po podatkih Statističnega urada Republike Slovenije na dan 31. decembra 2007 uporabljalo 71 oseb.

## Znani nosilci priimka
- Franc Puncer (1916—2008), duhovnik, monsinjor
- Franc Puncer - Aci (1934—1994), biolog, antropolog, ZF pisatelj, dramatik
- Ivo Puncer (1931 - 1994) botanik, gozdar
- Mojca Puncer, filozofinja umetnosti, estetičarka, umetn. zgodovinarka in teoretičarka sodobne (likovne) umetnosti, vizualne kulture in novih medijev
- Olga Puncer Mirnik (Olga Mirnik-ova), igralka
- Srečko Puncer (1895—1919), borec za severno mejo